# Matvej Safonov
Matvej Jevgenjevitsj Safonov (Stavropol, 25 februari 1999) is een Russisch voetballer die speelt als doelman. In juli 2024 verruilde hij FK Krasnodar voor Paris Saint-Germain. Safonov maakte in 2021 zijn debuut in het Russisch voetbalelftal.

## Clubcarrière
Safonov speelde in de jeugd van FK Krasnodar en maakte bij die club zijn professionele debuut op 13 augustus 2017. Op die dag werd door doelpunten van Viktor Claesson en Michail Gasjtsjenkov met 1–1 gelijkgespeeld tegen Amkar Perm. Safonov mocht van coach Igor Sjalimov de gehele wedstrijd onder de lat staan. Vanaf maart 2019 fungeerde de doelman grotendeels als eerste keuze onder de lat van Krasnodar. In januari 2024 tekende hij een nieuw contract bij Krasnodar, tot medio 2029.
Regerend Frans landskampioen Paris Saint-Germain nam Safonov in de zomer van 2024 over voor een bedrag van circa twintig miljoen euro. De doelman zette in Parijs zijn handtekening onder en verbintenis voor de duur van vijf seizoenen. Op 18 september 2024 maakte hij zijn debuut voor zijn nieuwe club, toen met 1–0 gewonnen werd van Girona in de Champions League. Safonov speelde in zijn eerste seizoen zeventien officiële wedstrijden voor de club en won met Paris Saint-Germain de treble: de Coupe de France, de Ligue 1 en de UEFA Champions League. In de finale van dat laatste toernooi (5–0 tegen Internazionale) speelde Safonov niet.

## Clubstatistieken
| Seizoen | Club                | Competitie   | Competitie | Competitie | Beker | Beker | Internationaal | Internationaal | Totaal | Totaal |
| Seizoen | Club                | Competitie   | Wed.       | Dlp.       | Wed.  | Dlp.  | Wed.           | Dlp.           | Wed.   | Dlp.   |
| ------- | ------------------- | ------------ | ---------- | ---------- | ----- | ----- | -------------- | -------------- | ------ | ------ |
| 2017/18 | FK Krasnodar        | Premjer-Liga | 1          | 0          | 0     | 0     | 0              | 0              | 1      | 0      |
| 2018/19 | FK Krasnodar        | Premjer-Liga | 14         | 0          | 2     | 0     | 5              | 0              | 21     | 0      |
| 2019/20 | FK Krasnodar        | Premjer-Liga | 27         | 0          | 0     | 0     | 6              | 0              | 33     | 0      |
| 2020/21 | FK Krasnodar        | Premjer-Liga | 21         | 0          | 0     | 0     | 6              | 0              | 27     | 0      |
| 2021/22 | FK Krasnodar        | Premjer-Liga | 27         | 0          | 0     | 0     | —              | —              | 27     | 0      |
| 2022/23 | FK Krasnodar        | Premjer-Liga | 27         | 0          | 9     | 0     | —              | —              | 36     | 0      |
| 2023/24 | FK Krasnodar        | Premjer-Liga | 30         | 0          | 0     | 0     | —              | —              | 30     | 0      |
| 2024/25 | Paris Saint-Germain | Ligue 1      | 10         | 0          | 5     | 0     | 2              | 0              | 17     | 0      |
| Totaal  | Totaal              | Totaal       | 157        | 0          | 16    | 0     | 19             | 0              | 192    | 0      |

Bijgewerkt op 2 juni 2025.

## Interlandcarrière
Safonov maakte zijn debuut in het Russisch voetbalelftal op 1 juni 2021, toen met 1–1 gelijkgespeeld werd tegen Polen in een vriendschappelijke wedstrijd. De Pool Jakub Świerczok opende de score, waarna Vjatsjeslav Karavajev zorgde voor de gelijkmaker. Safonov moest van bondscoach Stanislav Tsjertsjesov op de reservebank aan het duel beginnen en hij viel achttien minuten na rust in voor Anton Sjoenin.
Safonov werd een dag na zijn debuut door Tsjertsjesov opgenomen in de selectie van Rusland voor het uitgestelde EK 2020. Op het toernooi werd Rusland uitgeschakeld in de groepsfase na nederlagen tegen België (3–0) en Denemarken (1–4) en een overwinning op Finland (0–1). Safonov keepte de wedstrijden tegen Finland en Denemarken. Zijn toenmalige teamgenoten Aleksej Ionov (eveneens Rusland), Marcus Berg, Viktor Claesson en Kristoffer Olsson (allen Zweden) waren ook actief op het EK.
| Interlands van Matvej Safonov voor Rusland | Interlands van Matvej Safonov voor Rusland | Interlands van Matvej Safonov voor Rusland | Interlands van Matvej Safonov voor Rusland | Interlands van Matvej Safonov voor Rusland | Interlands van Matvej Safonov voor Rusland | Interlands van Matvej Safonov voor Rusland |
| №                                          | Datum                                      | Wedstrijd                                  | Uitslag                                    | Competitie                                 | Goals                                      |                                            |
| Als speler bij FK Krasnodar                | Als speler bij FK Krasnodar                | Als speler bij FK Krasnodar                | Als speler bij FK Krasnodar                | Als speler bij FK Krasnodar                | Als speler bij FK Krasnodar                | Als speler bij FK Krasnodar                |
| ------------------------------------------ | ------------------------------------------ | ------------------------------------------ | ------------------------------------------ | ------------------------------------------ | ------------------------------------------ | ------------------------------------------ |
| 1                                          | 1 juni 2021                                | Polen – Rusland                            | 1 – 1                                      | Vriendschappelijk                          |                                            |                                            |
| 2                                          | 16 juni 2021                               | Finland – Rusland                          | 0 – 1                                      | EK 2020                                    |                                            |                                            |
| 3                                          | 21 juni 2021                               | Rusland – Denemarken                       | 1 – 4                                      | EK 2020                                    |                                            |                                            |
| 4                                          | 8 oktober 2021                             | Rusland – Slowakije                        | 1 – 0                                      | WK 2022 kwalificatie                       |                                            |                                            |
| 5                                          | 11 oktober 2021                            | Slovenië – Rusland                         | 1 – 2                                      | WK 2022 kwalificatie                       |                                            |                                            |
| 6                                          | 11 november 2021                           | Rusland – Cyprus                           | 6 – 0                                      | WK 2022 kwalificatie                       |                                            |                                            |
| 7                                          | 14 november 2021                           | Kroatië – Rusland                          | 1 – 0                                      | WK 2022 kwalificatie                       |                                            |                                            |
| Als speler bij Paris Saint-Germain         |                                            |                                            |                                            |                                            |                                            |                                            |
| 8                                          | 24 september 2022                          | Kirgizië – Rusland                         | 1 – 2                                      | Vriendschappelijk                          |                                            |                                            |
| 9                                          | 23 maart 2023                              | Iran – Rusland                             | 1 – 1                                      | Vriendschappelijk                          |                                            |                                            |
| 10                                         | 12 oktober 2023                            | Rusland – Kameroen                         | 1 – 0                                      | Vriendschappelijk                          |                                            |                                            |
| 11                                         | 20 november 2023                           | Rusland – Cuba                             | 8 – 0                                      | Vriendschappelijk                          |                                            |                                            |
| 12                                         | 21 maart 2024                              | Rusland – Servië                           | 4 – 0                                      | Vriendschappelijk                          |                                            |                                            |
| 13                                         | 7 juni 2024                                | Wit-Rusland – Rusland                      | 0 – 4                                      | Vriendschappelijk                          |                                            |                                            |

Bijgewerkt op 2 juni 2025.

## Erelijst
| UEFA Champions League | 1 | 2024/25 |
| Ligue 1               | 1 | 2024/25 |
| Coupe de France       | 1 | 2024/25 |
| Trophée des Champions | 1 | 2024    |
| UEFA Super Cup        | 1 | 2025    |